# Lionel Kouadio
Lionel Nathan Kouadio (Abiyán, 1 de septiembre de 2001) es un jugador de baloncesto costamarfileño. Con 1,91 metros de estatura juega en la posición de escolta y su actual equipo es el CB Morón de la Primera FEB.

## Trayectoria
Kouadio es un jugador formado en las categorías inferiores del CO Descartes y en la Academia LaBase en Abiyán. En agosto de 2020, se anunció que Kouadio formaría parte del Daytona State College en Daytona Beach, Florida.
En 2021, regresó a Costa de Marfil para jugar con el Abidjan Azur en el Campeonato de Baloncesto de Costa de Marfil. Fue nombrado MVP de la temporada de la liga nacional después de promediar 19 puntos, 7,5 rebotes y 3,4 asistencias por partido.
El 3 de noviembre de 2021, Kouadio firmó un contrato de dos años con el Club Ourense Baloncesto de la LEB Oro. En la misma temporada jugaría en el club afiliado del Solgáleo Bosco Salesianos de la Liga EBA. En septiembre de 2022, Kouadio fue nombrado MVP de las Finales de la Conferencia A después de anotar 37 puntos en la final.
El 19 de octubre de 2022, firma por el CB Morón de la Liga LEB Plata.
El 19 de mayo de 2024, logra el ascenso a la Liga LEB Oro al superar en la eliminatoria al Club Bàsquet Sant Antoni.

### Internacional
Kouadio ha representado a la Selección de baloncesto de Costa de Marfil y a la selección sub-18. A los 19 años el día inaugural, era el jugador más joven en la plantilla del AfroBasket 2021. Logró la medalla de plata en el FIBA AfroCan 2023 disputado en Angola en el que promedió 11,3 puntos y 7,5 rebotes por partido.